# Pinetop-Lakeside
Pinetop-Lakeside – miasto w Stanach Zjednoczonych, w stanie Arizona, w hrabstwie Navajo.